# Thierry Tonnelier
Thierry Tonnelier (Francia, 28 de diciembre de 1959) es un atleta francés retirado especializado en la prueba de 800 m, en la que consiguió ser medallista de bronce europeo en pista cubierta en 1986.

## Carrera deportiva
En el Campeonato Europeo de Atletismo en Pista Cubierta de 1986 ganó la medalla de bronce en los 800 metros, con un tiempo de 1:49.51 segundos, tras el alemán Peter Braun y el español Colomán Trabado.